# Angerona fuscapicata
Angerona fuscapicata är en fjärilsart som beskrevs av Williams 1947. Angerona fuscapicata ingår i släktet Angerona och familjen mätare. Inga underarter finns listade i Catalogue of Life.